# Soraya Riem
Soraya Riem (Haarlem, 17 februari 1993) is een Nederlandse tiktokker.

## Biografie
Riem begon eind 2020 met kookvideo’s op TikTok en had in mei 2023 ruim 226.000 volgers. Hierdoor kwam Riem in de top 100 van TikTokkers uit Nederland op basis van volgers. Series op Riems kanaal zijn onder andere Surprise me dinner, waarin Riem iedere donderdag bij een andere eetgelegenheid gerechten krijgt voorgeschoteld, en Broodje bouwen, over lunches. Riem bracht in 2022 het kookboek voor amateurchefs Gruwelijk lekker uit, dat plek 41 haalde in De Bestseller 60 van Stichting Collectieve Propaganda van het Nederlandse Boek.
Naast de kookvideo's maakt Riem ook video's over boeken om het lezen onder jongeren te promoten, onder de hashtag 'booktok'. De Volkskrant noemde Riem in september 2021 'de bekendste boektokker van Nederland'.
Riem was in 2023 deelnemer aan de tv-quiz De slimste mens en identificeert zich als non-binair.
In 2023 stond Riem in de FavorFlav Food top 100 op nummer 97.

### Bestseller 60
| Boeken met noteringen in de Nederlandse Bestseller 60 | Jaar van verschijnen | Datum van binnenkomst | Hoogste positie | Aantal weken | Opmerkingen |
| ----------------------------------------------------- | -------------------- | --------------------- | --------------- | ------------ | ----------- |
| Gruwelijk lekker!                                     | 2022                 | 14-09-2022            | 41              | 1            |             |